# حميد أحمد (رياضي عراقي)
حميد أحمد هو لاعب كرة سلة عراقي سابق. شارك في بطولة الرجال في دورة الألعاب الأولمبية الصيفية عام 1948.

## روابط خارجية
- حميد أحمد على موقع سبورتس رفرنس (الإنجليزية)
- حميد أحمد على موقع أوليمبيديا (الإنجليزية)